# 24-Stunden-Rennen von Le Mans 1966

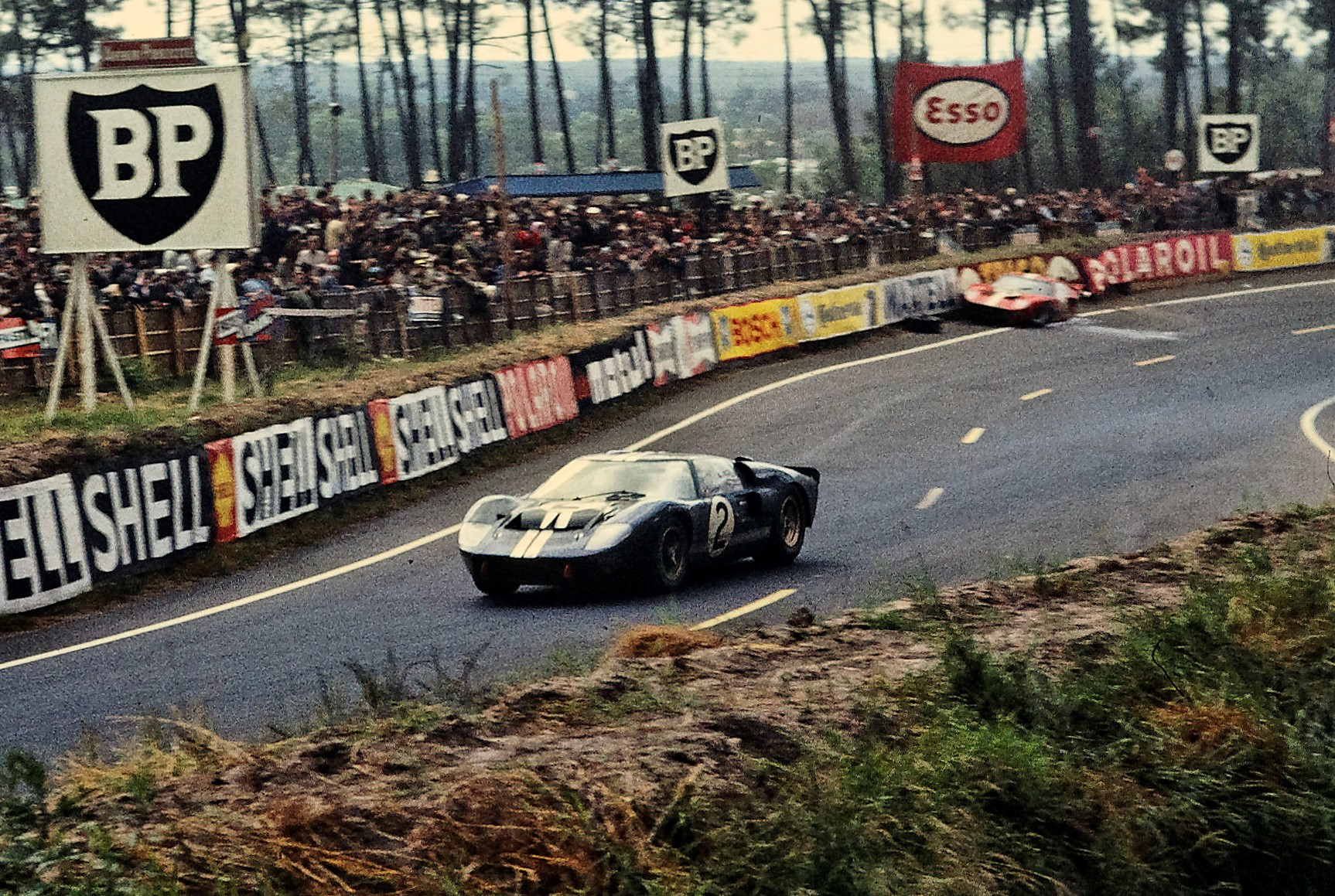
Der siegreiche Ford GT40 von Bruce McLaren und Chris Amon in den Esses. Dahinter der verunfallte Ford von Dan Gurney und Jerry Grant

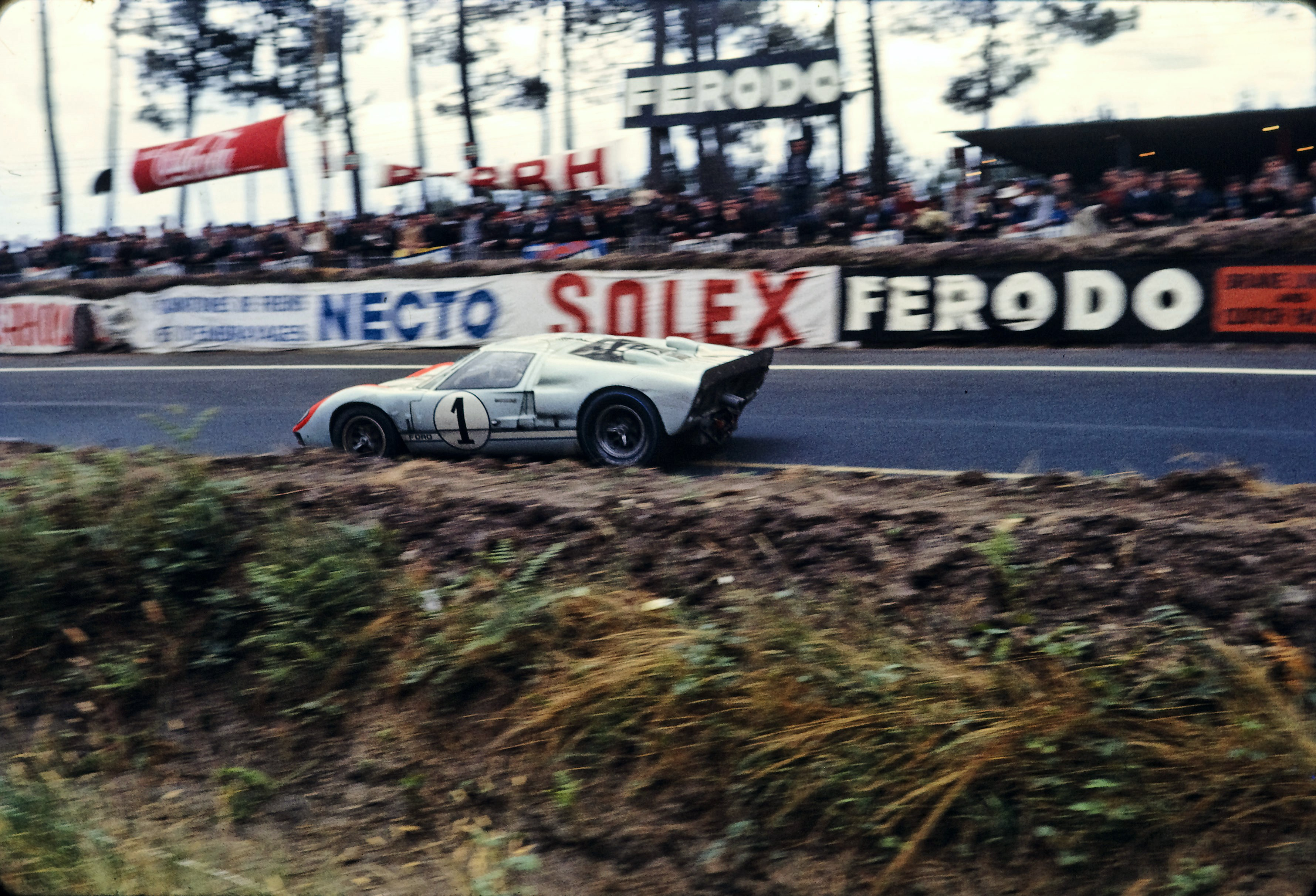
Rang 2 im toten Rennen. Ford von Ken Miles und Denis Hulme

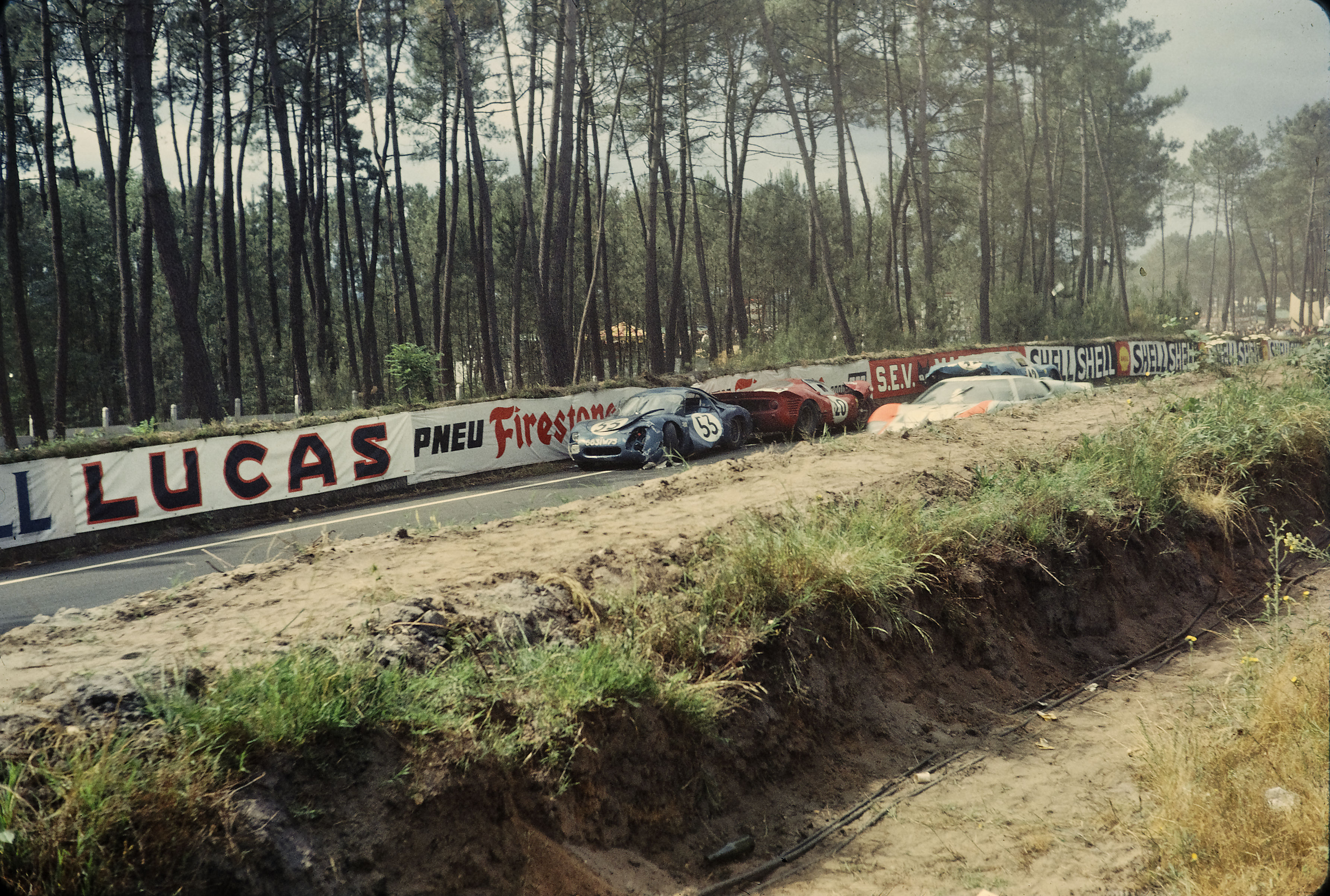
In den 1960er-Jahren blieben verunfallte Wagen einfach am Streckenrand stehen. Der Schrottplatz zeigt den CD SP66 (#53) von Georges Heligouin und Johnny Rives, den Ferrari 330P3 von Mike Parkes/Ludovico Scarfiotti und den Matra MS620 von Jo Schlesser und Alan Rees.

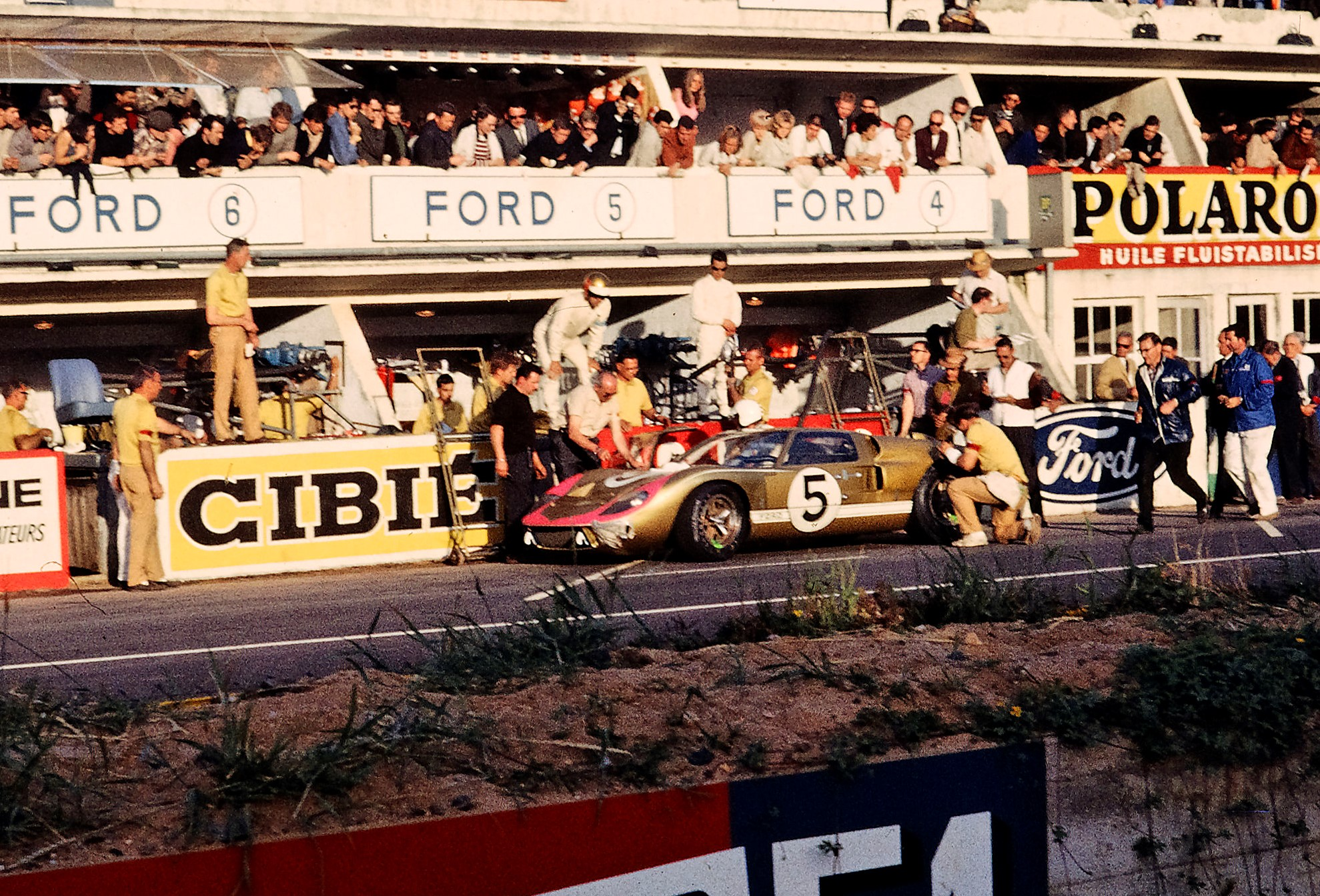
Der drittplatzierte Holman-Moody-Ford GT40 Mk.II mit der Startnummer 5 beim Boxenstopp. Der auf der Mauer stehende Dick Hutcherson wartet auf seinen Einsatz

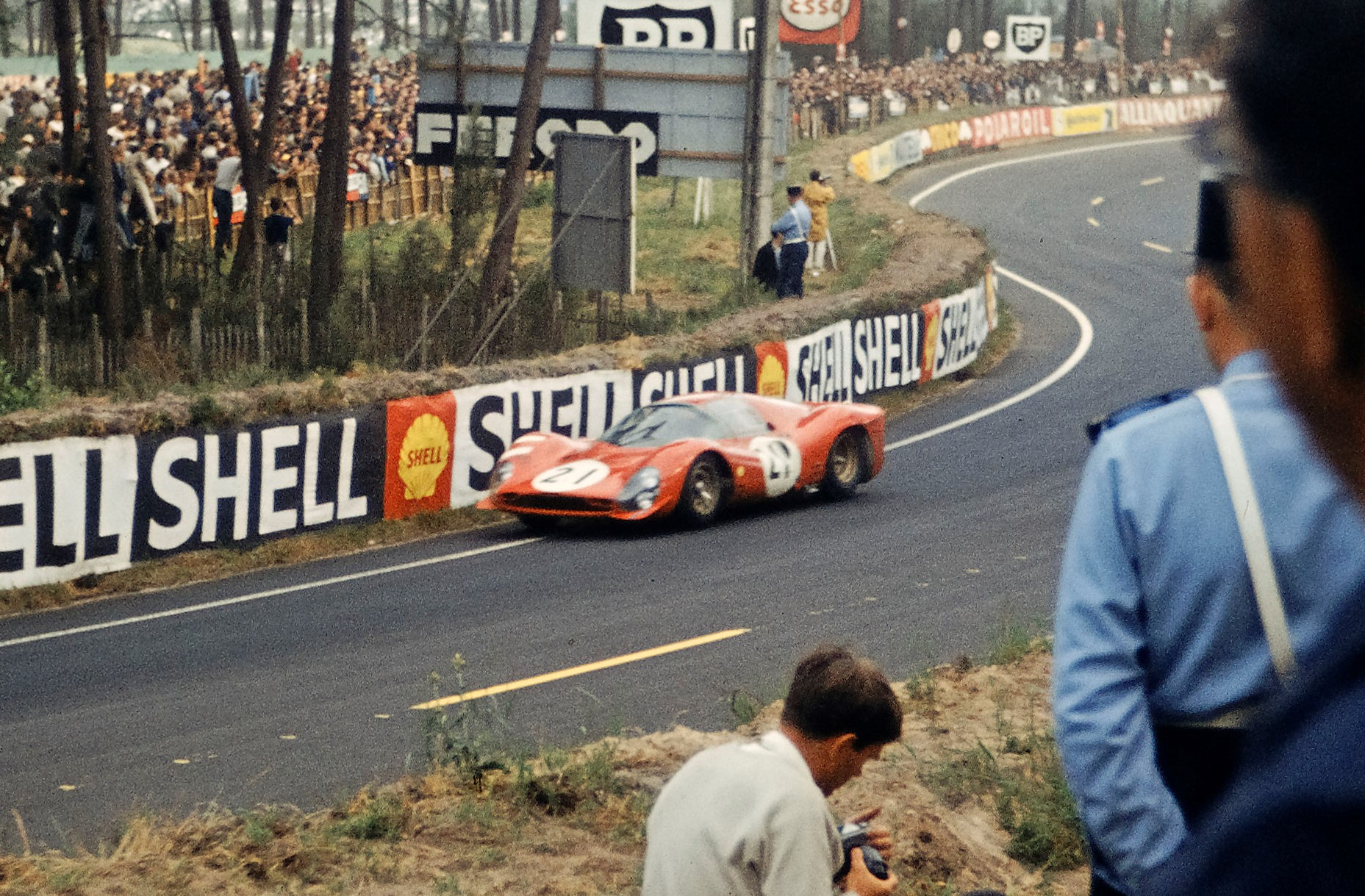
Ferrari brachte kein Fahrzeug ins Ziel. Der 330P3 von Lorenzo Bandini und Jean Guichet fiel am Sonntagvormittag mit Motorschaden aus

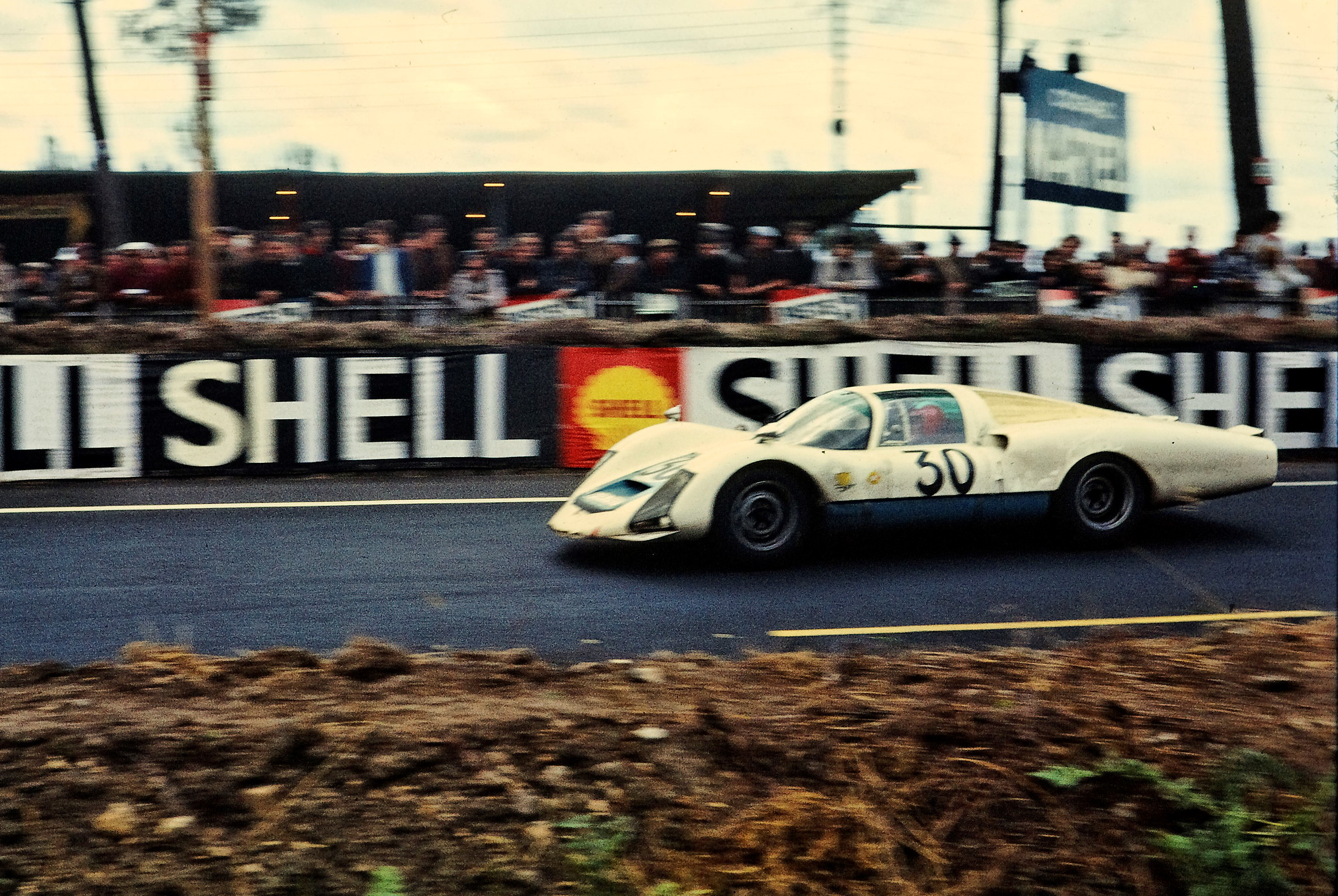
Rang 4 für den Porsche 906 von Jo Siffert (am Steuer) und Colin Davis

Das 34. 24-Stunden-Rennen von Le Mans, der 34e Grand Prix d’Endurance les 24 Heures du Mans, auch 24 Heures du Mans, Circuit de la Sarthe, Le Mans, fand vom 18. bis 19. Juni 1966 auf dem Circuit des 24 Heures statt.

## Das Rennen

### Vor dem Rennen
Wie in fast allen Jahren davor, nahm der Automobile Club de l’Ouest (ACO) auch vor diesem 24-Stunden-Rennen wieder eine Adaption am Reglement vor. Eine neue Sportwagenklasse wurde eingeführt, in der Fahrzeuge startberechtigt waren von denen mindestens 50 Stück gebaut worden waren. Die seit 1958 bestehende GT-Klasse litt 1966 unter fehlenden Teilnehmern. Nur fünf Fahrzeuge wurden gemeldet, wovon nur vier am Rennen teilnahmen.

### Die Fahrzeuge
Das Gros der Starter stellte Ford. Acht 7-Liter-GT40 Mk.II und fünf 5-Liter-GT40 wurden nach Le Mans gebracht. Von unterschiedlichen Teams eingesetzt, hatten jedoch alle Fahrzeuge Werksunterstützung aus Dearborn und der Einsatz der Wagen wurde von Ford-Motorsportchef Lee Beebe koordiniert. Die 7-Liter-Wagen wurden in der unlimitierten Prototypen-Klasse gemeldet, die 5-Liter-Wagen in der Sportwagenklasse. Schon im Training kam es zu einer ersten Auseinandersetzung zwischen dem ACO und der Teamleitung von Ford. Im ersten Training kollidierte Dick Thompson, der sich einen Mk.II mit Graham Hill teilte, mit dem privaten GT40 von Richard Holquist. Dabei wurde der von der Scuderia Bear eingesetzte 5-Liter-Ford so schwer beschädigt, dass er nicht am Rennen teilnehmen konnte. Daraufhin wollte der ACO auch dem Thompson/Hill-Ford die Teilnahme am Rennen verwehren. Als Folge drohte der verärgerte Beebe den Offiziellen mit dem Rückzug aller Ford-Rennwagen. Als Kompromiss musste nach einigen Verhandlungen Dick Thompson auf seinen Start verzichten und wurde durch den Australier Brian Muir ersetzt.
Insgesamt waren elf Ferrari am Start. Die Werksmannschaft brachte zwei 330P3 an die Sarthe. Gefahren wurden die Prototypen von Lorenzo Bandini, Jean Guichet, Ludovico Scarfiotti und Mike Parkes. Das North American Racing Team von Luigi Chinetti musste sich neben einem P3 mit der Kundenversion dieses Wagens, dem 365P2, zufriedengeben. In der kleinen Prototypen-Klasse kamen die Dino 206S zum Einsatz.
Porsche brachte sieben Fahrzeuge nach Le Mans. Sechs Porsche 906 Carrera und einen Porsche 911. Damit gab dieser Porsche-Fahrzeug-Typ sein Le-Mans-Debüt. Aus den USA brachte Jim Hall einen Chaparral 2D an die Sarthe. Gefahren wurde der von einem 7-Liter-Chevrolet-Motor angetriebene Prototyp vom dreifachen Le-Mans-Gesamtsieger Phil Hill und vom Schweden Joakim Bonnier. Aus Italien kamen abseits von Ferrari drei bemerkenswerte Konstruktionen. Einerseits der neue Bizzarrini P 538, den Giotto Bizzarrini im selben Jahr entwickelt hatte. Dazu kamen mit dem Serenissima Jungla und dem ASA RB613 zwei weitere interessante Neuentwicklungen.
Das Veranstalterland Frankreich wurde vor allem durch die neuen Alpine A210 und die CD SP66 von Charles Deutsch repräsentiert.

### Der Rennverlauf
Das Rennen war noch keine acht Runden alt, als der Schweizer Edgar Berney mit dem Bizzarrini P 538 auf der Start- und Zielgeraden die Herrschaft über den Wagen verlor und in eine Barriere prallte. Der Wagen wurde dabei so nachhaltig beschädigt, dass an eine Weiterfahrt nicht zu denken war. Zu diesem Zeitpunkt lagen bereits drei 7-Liter-Ford in Führung und Dan Gurney, der den Shelby-American-Ford mit der Startnummer 3 fuhr, begann sich Rekordrunden fahrend vom Feld abzusetzen. In dieser Phase fuhr der Amerikaner mit einer Durchschnittsgeschwindigkeit von 230,103 km/h einen neuen Rundenrekord. Der beste Ferrari, der North-American-Racing-330P3, gefahren von Richie Ginther, lag zu diesem Zeitpunkt an der fünften Stelle der Gesamtwertung. In den frühen Abendstunden fiel der Chaparral mit einer defekten Batterie aus. An der Spitze löste kurzfristig Denis Hulme den Ford mit der Nummer 3 ab, in dem jetzt Jerry Grant saß.
In der Nacht übernahm Richie Ginther kurz die Führung, ehe der Ferrari durch Getriebeschaden ausfiel. Aber vor allem bei Ford gab es viele Ausfälle. Der Grant/Gurney-Wagen fiel genauso aus wie der GT40 der Essex Wire Corporation. Dort gab der erst 21 Jahre alte und spätere sechsfache Gesamtsieger Jacky Ickx sein Le-Mans-Debüt.

### Das tote Rennen
Am frühen Sonntagnachmittag hatten nicht nur Ferrari alle Prototypen durch Defekte und Unfälle verloren, auch bei Ford war die Ausfallquote hoch. Von den 12 Rennwagen waren nurmehr drei Fahrzeuge im Rennen, wobei der Mk.II von Ronnie Bucknum und Dick Hutcherson, der auf dem dritten Gesamtrang lag, bereits 12 Runden Rückstand hatte und unter einer rutschenden Kupplung litt.
Henry Ford II, der die Ehre hatte, das Rennen als Gaststarter zu eröffnen, wollte den totalen Triumph. Nach 23 Stunden und kurz vor dem letzten Boxenstopp lag Ken Miles, der Teamkollege von Denis Hulme und langjährige Test- und Einsatzfahrer von Ford (Startnummer 1), knapp eine Runde und damit knapp 4 Minuten vor dem Mk.II von Bruce McLaren (Startnummer 2) in Führung. McLaren teilte sich das Steuer dieses Wagens mit seinem Landsmann Chris Amon. Beim letzten Stopp wurde beiden Piloten mitgeteilt, dass es ein totes Rennen zwischen den beiden führenden Fords geben wird. Ken Miles wartete daher nach einigen langsamen Runden auf Bruce McLaren, und die beiden Fords fuhren in der letzten Rennstunde mit geringem Abstand um den Kurs. Henry Ford hatte beim ACO anfragen lassen, ob ein totes Rennen und damit zwei Siegerfahrzeuge überhaupt möglich seien. Die Antwort war negativ. Warum die Ford-Verantwortlichen ihre beiden Fahrer nicht über die geänderte Sachlage in Kenntnis setzten, bleibt bis heute unklar. In den Publikationen werden unterschiedliche Spekulationen darüber angestellt. Am wahrscheinlichsten ist die Vermutung, dass Henry Ford kein Risiko mehr eingehen wollte und bei einem freien Rennen die viel zu nahe beieinander liegenden Führungswagen sich gegenseitig in Defekte hetzen könnten. Der nurmehr in langsamer Fahrt um die Strecke fahrende Bucknum/Hutcherson-Wagen (Startnummer 5) – der NASCAR-Pilot Hutcherson bestritt in Le Mans sein erstes Sportwagenrennen – hatte zwar neun Runden Vorsprung auf den Porsche von Joseph Siffert und Colin Davis, es war jedoch ungewiss, ob der Wagen das Ziel auch erreichen würde.
Knapp nachdem die beiden Fords mit den Startnummern 2 und 1 in dieser Reihenfolge in einem Abstand von 15 yards (ca. 13,7 Meter) über die Ziellinie fuhren und abgewinkt wurden, war die Verwirrung bei den Fahrern groß. Alle vier Piloten waren der Meinung, das Rennen gewonnen zu haben, aber der ACO erklärte Bruce McLaren und Chris Amon (Startnummer 2) zur Siegermannschaft. Es war der knappste Le-Mans-Zieleinlauf aller Zeiten. Beide Fahrzeuge hatten mit 210,795 km/h dieselbe Durchschnittsgeschwindigkeit und mit 4843,067 Kilometer die idente Distanz erzielt, und am Ende entschieden 25 yards (ca. 22,9 Meter) über Sieg und Niederlage, denn der McLaren/Amon-Wagen stand 40 yards (ca. 36,6 m) hinter dem Miles/Hulme-Boliden in der Startaufstellung, und die – wenn auch sehr kurze – Mehrdistanz von 25 yards machte Ken Miles zu einem der unglücklichsten Zweiten in Le Mans.
Hutcherson schleppte seinen angeschlagenen Ford (Startnummer 5) zum dritten Gesamtrang ins Ziel, gefolgt von vier Porsche Carrera. Der beste Alpine kam auf Rang neun ins Ziel. Das einzige britische Fahrzeug in der Endwertung war der Marcos Mini GT, den Jean-Louis Marnat und Claude Ballot-Léna – der wie Jacky Ickx sein Le-Mans-Debüt gab – auf den 15. Platz der Gesamtwertung steuerten. Die Prototypen-Klasse bis 1,3 Liter Hubraum endete mit einem Vierfach-Triumph von Alpine, angeführt von Henri Grandsire und Leo Cella im Alpine A210.

## Ergebnisse

### Piloten nach Nationen
| 32 Franzosen   | 18 US-Amerikaner | 17 Briten    | 9 Italiener    | 8 Belgier  |
| 6 Schweizer    | 5 Deutsche       | 3 Australier | 3 Neuseeländer | 3 Schweden |
| 1 Österreicher | 1 Finne          | 1 Mexikaner  | 1 Südafrikaner |            |

### Schlussklassement
| Pos.            | Klasse  | Nr. | Team                               | Fahrer                                                                                                 | Chassis                               | Motor               | Reifen | Runden |
| --------------- | ------- | --- | ---------------------------------- | --- | ------------------------------------- | ------------------- | ------ | ------ |
| 1               | P +5.0  | 2   | Shelby-American Inc.               | Bruce McLaren Chris Amon                                                                               | Ford GT40 Mk.II                       | Ford 7.0L V8        | FG     | 360    |
| 2               | P +5.0  | 1   | Shelby-American Inc.               | Ken Miles Denis Hulme                                                                                  | Ford GT40 Mk.II                       | Ford 7.0L V8        | G      | 360    |
| 3               | P +5.0  | 5   | Holman & Moody                     | Ronnie Bucknum Dick Hutcherson                                                                         | Ford GT40 Mk.II                       | Ford 7.0L V8        | G      | 348    |
| 4               | P 2.0   | 30  | Porsche System Engineering         | Joseph Siffert Colin Davis                                                                             | Porsche 906/6L Carrera 6              | Porsche 2.0L Flat-6 | D      | 339    |
| 5               | P 2.0   | 31  | Porsche System Engineering         | Hans Herrmann Herbert Linge                                                                            | Porsche 906/6L Carrera 6              | Porsche 2.0L Flat-6 | D      | 338    |
| 6               | P 2.0   | 32  | Porsche System Engineering         | Udo Schütz Peter de Klerk                                                                              | Porsche 906/6L Carrera 6              | Porsche 2.0L Flat-6 | D      | 337    |
| 7               | S 2.0   | 58  | Porsche System Engineering         | Günter Klass Rolf Stommelen                                                                            | Porsche 906/6 Carrera 6               | Porsche 2.0L Flat-6 | D      | 330    |
| 8               | GT 5.0  | 29  | Maranello Concessionaires          | Piers Courage Roy Pike                                                                                 | Ferrari 275 GTB/C                     | Ferrari 3.3L V12    | D      | 313    |
| 9               | P 1.3   | 62  | Société des Automobiles Alpine     | Henri Grandsire Leo Cella                                                                              | Alpine A210                           | Renault 1.3L I4     | D      | 311    |
| 10              | GT 5.0  | 57  | Ecurie Francorchamps               | Pierre Noblet Claude Dubois                                                                            | Ferrari 275 GTB                       | Ferrari 3.3L V12    | D      | 310    |
| 11              | P 1.3   | 44  | Ecurie Savin-Calberson             | Jacques Cheinisse Roger Delageneste                                                                    | Alpine A210                           | Renault 1.3L I4     | D      | 307    |
| 12              | P 1.3   | 45  | Société des Automobiles Alpine     | Guy Verrier Robert Bouharde                                                                            | Alpine A210                           | Renault 1.3L I4     | D      | 307    |
| 13              | P 1.3   | 46  | Société des Automobiles Alpine     | Mauro Bianchi Jean Vinatier                                                                            | Alpine A210                           | Renault 1.3L I4     | D      | 306    |
| 14              | GT 2.0  | 35  | Jacques Dewez                      | Jacques Dewez Jean Kerguen                                                                             | Porsche 911S                          | Porsche 2.0L Flat-6 | D      | 284    |
| 15              | P 1.3   | 50  | Jean-Louis Marnat & Cie            | Claude Ballot-Léna Jean-Louis Marnat                                                                   | Marcos Mini GT 2+2                    | BMC 1.3L I4         | D      | 258    |
| Disqualifiziert |         |     |                                    | |                                       |                     |        |        |
| 16              | P +5.0  | 11  | Prototip Bizzarrini SAL            | Sam Posey Massimo Natili                                                                               | Bizzarrini Super America Stradale A3C | Chevrolet 5.4L V8   |        | 39     |
| Ausgefallen     |         |     |                                    | |                                       |                     |        |        |
| 17              | S 2.0   | 33  | Porsche System Engineering         | Peter Gregg Sten Axelsson                                                                              | Porsche 906/6 Carrera 6               | Porsche 2.0L Flat-6 | D      | 321    |
| 18              | P +5.0  | 3   | Shelby-American Inc.               | Dan Gurney Jerry Grant                                                                                 | Ford GT40 Mk.II                       | Ford 7.0L V8        | G      | 257    |
| 19              | P 1.3   | 49  | Donald Healey Motor Company        | Paddy Hopkirk Andrew Hedges                                                                            | Austin-Healey Sprite Le Mans          | BMC 1.3L I4         |        | 237    |
| 20              | S 5.0   | 14  | Scuderia Filipinetti               | Peter Sutcliffe Dieter Spoerry                                                                         | Ford GT40 Mk.I                        | Ford 4.7L V8        |        | 233    |
| 21              | P 5.0   | 21  | SpA Ferrari SEFAC                  | Lorenzo Bandini Jean Guichet                                                                           | Ferrari 330P3                         | Ferrari 4.0L V8     | F      | 226    |
| 22              | GT 5.0  | 26  | Ed Hugus                           | Giampiero Biscaldi Michel de Bourbon-Parma                                                             | Ferrari 275 GTB                       | Ferrari 3.3L V12    |        | 218    |
| 23              | S 5.0   | 28  | Equipe Nationale Belge             | Gustave Gosselin Eric de Keyn                                                                          | Ferrari 250LM                         | Ferrari 3.3L V12    |        | 218    |
| 24              | P 1.3   | 47  | Société des Automobiles Alpine     | Berndt Jansson Pauli Toivonen                                                                          | Alpine A210                           | Renault 1.3L I4     | D      | 217    |
| 25              | S 5.0   | 59  | Essex Wire Corporation             | Peter Revson Skip Scott                                                                                | Ford GT40 Mk.I                        | Ford 4.7L V8        | G      | 212    |
| 26              | S 5.0   | 15  | Ford France S.A.                   | Guy Ligier Bob Grossman                                                                                | Ford GT40 Mk.I                        | Ford 4.7L V8        | G      | 205    |
| 27              | P 5.0   | 19  | Scuderia Filipinetti               | Willy Mairesse Herbert Müller                                                                          | Ferrari 365P2                         | Ferrari 4.4L V12    |        | 166    |
| 28              | S 5.0   | 60  | Essex Wire Corporation             | Jochen Neerpasch Jacky Ickx                                                                            | Ford GT40 Mk.I                        | Ford 4.7L V8        | G      | 154    |
| 29              | P 5.0   | 27  | North American Racing Team         | Richie Ginther Pedro Rodríguez                                                                         | Ferrari 330P3 Spyder                  | Ferrari 4.0L V12    | G      | 151    |
| 30              | P 1.3   | 28  | Donald Healey Motor Company        | John Rhodes Clive Baker                                                                                | Austin-Healey Sprite Le Mans          | BMC 1.3L I4         |        | 134    |
| 31              | P 5.0   | 17  | Ecurie Francorchamps               | Jean Blaton Pierre Dumay                                                                               | Ferrari 365P2                         | Ferrari 4.4L V12    | D      | 129    |
| 32              | P 5.0   | 20  | SpA Ferrari SEFAC                  | Ludovico Scarfiotti Mike Parkes                                                                        | Ferrari 330P3                         | Ferrari 4.0L V12    | F      | 123    |
| 33              | P 1.15  | 55  | Société des Automobiles Alpine     | André de Cortanze Jean-Pierre Hanrioud                                                                 | Alpine A210                           | Renault 1.0L I4     | D      | 118    |
| 34              | P 2.0   | 41  | Matra Sports SARL                  | Johnny Servoz-Gavin Jean-Pierre Beltoise                                                               | Matra MS620                           | B.R.M. 1.9L V8      |        | 112    |
| 35              | P +5.0  | 9   | Chaparral Cars                     | Phil Hill Joakim Bonnier                                                                               | Chaparral 2D                          | Chevrolet 5.4L V8   | F      | 111    |
| 36              | P +5.0  | 7   | Alan Mann Racing Ltd.              | Graham Hill Brian Muir                                                                                 | Ford GT40 Mk.II                       | Ford 7.0L V8        | G      | 110    |
| 37              | P 2.0   | 34  | Auguste Veuillet                   | Robert Buchet Gerhard Koch                                                                             | Porsche 906/6 Carrera 6               | Porsche 2.0L Flat-6 |        | 110    |
| 38              | P 2.0   | 42  | Matra Sports SARL                  | Jo Schlesser Alan Rees                                                                                 | Matra MS620                           | B.R.M. 1.9L V8      |        | 100    |
| 39              | P +5.0  | 6   | Holman & Moody                     | Mario Andretti Lucien Bianchi                                                                          | Ford GT40 Mk.II                       | Ford 7.0L V8        | F      | 97     |
| 40              | P 1.15  | 53  | S.E.C. Automobiles Charles Deutsch | Georges Héligoin Johnny Rives                                                                          | CD SP66                               | Peugeot 1.1L I4     |        | 91     |
| 41              | P 5.0   | 18  | North American Racing Team         | Masten Gregory Bob Bondurant                                                                           | Ferrari 365P2                         | Ferrari 4.4L V12    |        | 88     |
| 42              | P 1.15  | 51  | S.E.C. Automobiles Charles Deutsch | Claude Laurent Jean-Claude Ogier                                                                       | CD SP66                               | Peugeot 1.1L I4     |        | 54     |
| 43              | P 1.3   | 54  | North American Racing Team         | François Pasquier Robert Mieusset                                                                      | ASA RB613                             | Ferrari 1.3L I4     |        | 50     |
| 44              | P 5.0   | 24  | Scuderia San Marco                 | Jean-Claude Sauer Jean de Mortemart                                                                    | Serenissima Jungla GT Spyder          | ATS 3.5L V8         |        | 40     |
| 45              | P 2.0   | 43  | Matra Sports SARL                  | Jean-Pierre Jaussaud Henri Pescarolo                                                                   | Matra MS620                           | B.R.M. 1.9L V8      |        | 38     |
| 46              | P 5.0   | 16  | Maranello Concessionaires          | Richard Attwood David Piper                                                                            | Ferrari 365P2 Spyder                  | Ferrari 4.4L V12    | D      | 33     |
| 47              | P 1.3   | 61  | ASA                                | Spartaco Dini Ignazio Giunti                                                                           | ASA RB613                             | Ferrari 1.3L I4     |        | 31     |
| 48              | P +5.0  | 8   | Alan Mann Racing Ltd.              | John Whitmore Frank Gardner                                                                            | Ford GT40 Mk.II                       | Ford 7.0L V8        | G      | 31     |
| 49              | P 1.15  | 52  | S.E.C. Automobiles Charles Deutsch | Pierre Lelong Alain Bertaut                                                                            | CD SP66                               | Peugeot 1.1L I4     |        | 19     |
| 50              | P 2.0   | 36  | Maranello Concessionaires          | Mike Salmon David Hobbs                                                                                | Ferrari Dino 206S                     | Ferrari 2.0L V6     | D      | 14     |
| 51              | P +5.0  | 4   | Holman & Moody                     | Mark Donohue Paul Hawkins                                                                              | Ford GT40 Mk.II                       | Ford 7.0L V8        | F      | 12     |
| 52              | P 2.0   | 38  | North American Racing Team         | Charlie Kolb George Follmer                                                                            | Ferrari Dino 206S                     | Ferrari 2.0L V6     | G      | 9      |
| 53              | P +5.0  | 10  | Prototip Bizzarrini SRL            | Edgar Berney André Wicky                                                                               | Bizzarrini P 538                      | Chevrolet 5.4L V8   |        | 8      |
| 54              | S 5.0   | 12  | F.R. English Ltd.                  | Innes Ireland Jochen Rindt                                                                             | Ford GT40 Mk.I                        | Ford 4.7L V8        | G      | 8      |
| 55              | P 2.0   | 25  | Scuderia San Marco                 | Nino Vaccarella Mario Casoni                                                                           | Ferrari Dino 206S                     | Ferrari 2.0L V6     | G      | 7      |
| Nicht gestartet |         |     |                                    | |                                       |                     |        |        |
| 56              | S 5.0   | 63  | Scuderia Bear                      | Richard Holquist M. R. J. Wyllie Bruce Jennings                                                        | Ford GT40                             | Ford 4.7L V8        | G      | 1      |
| 57              | P 1.3   | 46  | Société Automobiles Alpine         | Henri Grandsire André de Cortanze Jean-François Piot Michel Weber Claude Dubois                        | Alpine M65                            | Renault 1.3L I4     | D      | 2      |
| Reserve         |         |     |                                    | |                                       |                     |        |        |
| 58              | P + 5.0 | 10  | Holman & Moody                     | Fred Lorenzen Denis Hulme Ken Miles Bruce McLaren Chris Amon Lucien Bianchi Graham Hill Jackie Stewart | Ford GT40 Mk IV                       | Ford 7.0L V8        | G      | 3      |
| 59              | S 5.0   | 32  | Alan Mann Racing Ltd.              | Robert Johnson Tom Payne John Whitemore Frank Gardner                                                  | Ford GT40                             | Ford 4.7L V8        | G      | 4      |
| 60              | P 2.0   | 60  | W. H. Aldington                    | Michael D’Udy                                                                                          | Porsche 906/6 Carrera 6               | Porsche 2.0L Flat-6 |        | 5      |
| 61              | GT 3.0  | 64  | Fernand Tavano                     | André de Cortanze Gérard Larrousse                                                                     | Ferrari 250 GTO                       | Ferrari 3.0L V12    |        | 6      |
| 62              | S 2.0   | 76  | Autodelta SpA                      | Carlo Zuccoli Romano Martini                                                                           | Alfa Romeo Giulia TZ/2                |                     |        | 7      |
| 63              | S 2.0   | 80  | Nicolas Koob                       | Nicolas Koob Pierre Marx                                                                               | Lotus Elan                            |                     |        | 8      |
| 64              | P 1.15  | 91  | S.E.C. Automobiles Charles Deutsch | Roger Delageneste Jean Rolland                                                                         | CD SP66                               | Peugeot 1.1L I4     |        | 9      |

1 Unfall im Training
2 Trainingswagen
3 Testwagen
4 Reserve
5 Reserve
6 Reserve
7 Reserve
8 Reserve
9 Reserve

### Nur in der Meldeliste
Hier finden sich Teams, Fahrer und Fahrzeuge die ursprünglich für das Rennen gemeldet waren, aber aus den unterschiedlichsten Gründen daran nicht teilnahmen.
| Pos. | Klasse | Nr. | Team                           | Fahrer                                                                    | Chassis                 | Motor               | Reifen |
| ---- | ------ | --- | ------------------------------ | ------------------------------------------------------------------------- | ----------------------- | ------------------- | ------ |
| 65   | P      | 5   | Shelby-American Inc.           | Bruce McLaren Chris Amon Jerry Grant Walt Hansgen                         | Ford GT40 MK.IV         | Ford 7.0L V8        |        |
| 66   | S      | 12  | Essex Wire Corporation         | Bob Bondurant Dick Thompson                                               | Ford GT40               | Ford 7.0L V8        |        |
| 67   | P      | 22  | SpA Ferrari SEFAC              | Giancarlo Baghetti Umberto Maglioli                                       | Ferrari 330P3           | Ferrari 4.0L V8     |        |
| 68   | P      | 23  | SpA Ferrari SEFAC              | Bob Bondurant Nino Vaccarella                                             | Ferrari 330P3           | Ferrari 4.0L V8     |        |
| 69   | P      | 25  | Scuderia Serenissima           | Louis Corberto Jean-Claude Sauer                                          | Serenissima 308 Jet     | ATS 3.5L V8         |        |
| 70   | P      | 31  | Alan Mann Racing Ltd.          | David Piper Peter Procter                                                 | Ford GT40 Mk.II         | Ford 7.0L V8        |        |
| 71   | S      | 31  | Robert Buchet                  | Robert Buchet                                                             | Porsche 906/6           | Porsche 2.0L Flat-6 |        |
| 72   | P      | 37  | Pierre Dumay                   | Pierre Dumay Gustave Gosselin                                             | Ferrari Dino 206S       | Ferrari 2.0L V6     |        |
| 73   | P      | 39  | SpA Ferrari SEFAC              | Giampiero Biscaldi Mario Casoni                                           | Ferrari Dino 206S       | Ferrari 2.0L V6     |        |
| 74   | P      | 40  | SpA Ferrari SEFAC              |                                                                           | Ferrari Dino 206S       | Ferrari 2.0L V6     |        |
| 75   | S      | 48  | North American Racing Team     |                                                                           | Ferrari 250LM           | Ferrari 3.3L V12    |        |
| 76   | S      | 56  | Porsche System Engineering     | Colin Davis Peter Nöcker Robert Buchet                                    | Porsche 906/6 Carrera 6 | Porsche 2.0L Flat-6 |        |
| 77   | S      | 73  | Autodelta SpA                  | Giacomo Russo Teodoro Zeccoli                                             | Alfa Romeo Giulia TZ/2  |                     |        |
| 78   | S      | 74  | Autodelta SpA                  | Jean Rolland                                                              | Alfa Romeo Giulia TZ/2  |                     |        |
| 79   | S      | 75  | Autodelta SpA                  | Roberto Bussinello Andrea de Adamich                                      | Alfa Romeo Giulia TZ/2  |                     |        |
| 80   | S      | 77  | Ecurie Francorchamps           | Jacques Patte Teddy Pilette Eric de Keyn                                  | Alfa Romeo Giulia TZ/2  |                     |        |
| 81   | S      | 78  | Ecurie Francorchamps           | Camille Demoulin Gérard Langlois van Ophem Georges Harris                 | Alfa Romeo Giulia TZ/2  |                     |        |
| 82   | P      |     | Société des Automobiles Alpine | Roly Weber Robert Bouharde Michel Weber Rico Steinemann Vincent Palmaro   | Alpine A210             | Renault 1.0L I4     |        |
| 83   | P      |     | Société des Automobiles Alpine | Henri Grandsire André le Guellec                                          | Alpine A210             | Renault 1.0L I4     |        |
| 84   | P      |     | Maranello Concessionaires      |                                                                           | Ferrari 330P3           | Ferrari 4.0L V8     |        |
| 85   | P      |     | Maranello Concessionaires      |                                                                           | Ferrari 330P3           | Ferrari 4.0L V8     |        |
| 86   | S      |     | Ed Hugus                       |                                                                           | Ferrari 250LM           | Ferrari 3.3L V12    |        |
| 87   | P      |     | Porsche System Engineering     | Hans Herrmann Herbert Linge                                               | Porsche 907/8           | Porsche 2.2L Flat-8 |        |
| 88   | P      |     | Porsche System Engineering     | Colin Davis Gerhard Mitter                                                | Porsche 907/8           | Porsche 2.2L Flat-8 |        |
| 89   | GT     |     | Porsche System Engineering     | Herbert Linge Fritz Huschke von Hanstein Jean Kerguen                     | Porsche 911             | Porsche 2.0L Flat-6 |        |
| 90   | P      |     | Shelby American Inc.           | Walt Hansgen                                                              | Ford GT40 Mk.II         | Ford 7.0L V8        |        |
| 91   | S      | 1   | Cinquante Cinq                 | Tony Settember Ed Freutel                                                 | AC Shelby Cobra         | Ford 4.8L V8        |        |
| 92   | P      | 11  | Holman & Moody                 | Umberto Maglioli Mike Spence                                              | Ford GT40 Mk.II         | Ford 7.0L V8        |        |
| 93   | P      | 12  | Scuderia Filipinetti           | Willy Mairesse Jochen Neerpasch Arthur Blank Herbert Müller Innes Ireland | Ford GT40               | Ford 4.8L V8        |        |
| 94   | P      | 12  | Scuderia Filipinetti           | Peter Harper Dieter Spoerry                                               | AC Shelby Cobra         | Ford 4.8L V8        |        |
| 95   | P      | 13  | Scuderia Filipinetti           | Gustave Gosselin Claude Dubois Georges Hacquin                            | Ford GT40 Mk.II         | Ford 7.0L V8        |        |
| 96   | GT     | 14  | Denis Veyrat                   |                                                                           | Chevrolet Corvette      |                     |        |
| 97   | P      | 18  | Peter Weisman                  | Willy Mairesse Jim Hurtubise                                              | Arciero Mk.II           |                     |        |
| 98   | S      | 22  | Nick Cussons                   | Nick Cussons Richard Bond                                                 | Ford GT40               | Ford 4.8L V8        |        |
| 99   | S      | 25  | F. R. English Ltd.             | Jochen Rindt Innes Ireland                                                | Ford GT40               | Ford 4.8L V8        |        |
| 100  | S      | 28  | Peter Sutcliffe                | Peter Sutcliffe Innes Ireland                                             | Ford GT40               | Ford 4.8L V8        |        |
| 101  | S      | 33  | Alan Mann Racing Ltd.          | Graham Hill Jackie Stewart Paul Hawkins                                   | Ford GT40               | Ford 4.8L V8        |        |
| 102  | P      | 34  | Peter Weisman                  | Roger McCluskey Bud Tingelstad                                            | Arciero Mk.II           |                     |        |
| 103  | S      | 43  | Arthur Swanson                 | Arthur Swanson Robert Ennis                                               | Ferrari 250LM           | Ferrari 3.3L V12    |        |
| 104  | S      | 47  | Jackie Epstein                 | Paul Hawkins Jackie Epstein                                               | Ferrari 250LM           | Ferrari 3.3L V12    |        |
| 105  | S      | 50  | Edward Worswick                | Edward Worswick Alan Minshaw                                              | Austin-Healey 3000      | BMC 3.0L I6         |        |
| 106  | P      | 51  | Morgan Motor Company           | Chris Lawrence Chris Spender                                              | Morgan Plus 4           |                     |        |
| 107  | S      | 66  | Albert Cognet                  | Albert Cognet Roger Riviere                                               | Porsche 904GTS          | Porsche 2.0L Flat-4 |        |
| 108  | S      | 67  | Christian Poirot               |                                                                           | Porsche 904GTS          | Porsche 2.0L Flat-4 |        |
| 109  | GT     | 71  | Young Barf Racing              | Sherman Decker Robert Buchet                                              | Volvo P1800             | Volvo 1.8L I4       |        |
| 110  | P      | 79  | Guy Mismaque                   | Michel Dagorne Alain LeGuellec                                            | Mismaque                | Renault 1.6L I4     |        |
| 111  | P      | 95  | Ecurie Maine                   | Marcel Martin Jean Mésange                                                | Fiat-Abarth 1000SP      |                     |        |
| 112  | P      | 96  | Alejandro de Tomaso            | Pierre Noblet Franco Bernabei                                             | De Tomaso Mangusta      | Ford 4.8L V8        |        |

### Index of Performance
| Pos. | Nr. | Fahrer                               | Chassis                  | Koeffizient | Platzierung im Gesamtklassement |
| ---- | --- | ------------------------------------ | ------------------------ | ----------- | ------------------------------- |
| 1    | 30  | Joseph Siffert Colin Davis           | Porsche 906/6L Carrera 6 | 1.26300     | Rang 4                          |
| 2    | 31  | Hans Herrmann Herbert Linge          | Porsche 906/6L Carrera 6 | 1.25900     | Rang 5                          |
| 3    | 62  | Henri Grandsire Leo Cella            | Alpine A210              | 1.25800     | Rang 9                          |
| 4    | 32  | Udo Schütz Peter de Klerk            | Porsche 906/6L Carrera 6 | 1.25600     | Rang 6                          |
| 5    | 45  | Guy Verrier Robert Bouharde          | Alpine A210              | 1.24000     | Rang 12                         |
| 6    | 44  | Jacques Cheinisse Roger Delageneste  | Alpine A210              | 1.23900     | Rang 11                         |
| 7    | 46  | Mauro Bianchi Jean Vinatier          | Alpine A210              | 1.23500     | Rang 13                         |
| 8    | 58  | Günter Klass Rolf Stommelen          | Porsche 906/6L Carrera 6 | 1.23000     | Rang 7                          |
| 9=   | 1   | Ken Miles Denis Hulme                | Ford GT40 Mk.II          | 1.20400     | Rang 2                          |
| 9=   | 2   | Bruce McLaren Chris Amon             | Ford GT40 Mk.II          | 1.20400     | Gesamtsieg                      |
| 11   | 5   | Ronnie Bucknum Dick Hutcherson       | Ford GT40 Mk.II          | 1.16400     | Rang 3                          |
| 12   | 35  | Jacques Dewez Jean Kerguen           | Porsche 911S             | 1.05800     | Rang 14                         |
| 13=  | 57  | Pierre Noblet Claude Dubois          | Ferrari 275 GTB          | 1.00000     | Rang 10                         |
| 13=  | 29  | Piers Courage Roy Pike               | Ferrari 275 GTB/C        | 1.00000     | Rang 8                          |
| 13=  | 50  | Claude Ballot-Léna Jean-Louis Marnat | Marcos Mini GT 2+2       | 1.00000     | Rang 15                         |

### Index of Thermal Efficiency
| Pos. | Nr. | Fahrer                              | Chassis                  | Durchschnittsgeschwindigkeit | Fahrzeuggewicht | Liter/100 km | Koeffizient | Platzierung im Gesamtklassement |
| ---- | --- | ----------------------------------- | ------------------------ | ---------------------------- | --------------- | ------------ | ----------- | ------------------------------- |
| 1    | 44  | Jacques Cheinisse Roger Delageneste | Alpine A210              | 171,852 km/h                 | 691 kg          | 14,79        | 1.35000     | Rang 11                         |
| 2    | 46  | Mauro Bianchi Jean Vinatier         | Alpine A210              | 171,141 km/h                 | 700 kg          | 15,02        | 1.33000     | Rang 13                         |
| 3    | 45  | Guy Verrier Robert Bouharde         | Alpine A210              | 171,851 km/h                 | 740 kg          | 16,17        | 1.32000     | Rang 12                         |
| 4    | 1   | Ken Miles Denis Hulme               | Ford GT40 Mk.II          | 201,795 km/h                 | 1222 kg         | 39,77        | 1.32000     | Rang 2                          |
| 5    | 62  | Henri Grandsire Leo Cella           | Alpine A210              | 174,383 km/h                 | 663 kg          | 15,74        | 1.30000     | Rang 9                          |
| 6    | 2   | Bruce McLaren Chris Amon            | Ford GT40 Mk.II          | 201,795 km/h                 | 1211 kg         | 41,77        | 1.24000     | Gesamtsieg                      |
| 7    | 5   | Ronnie Bucknum Dick Hutcherson      | Ford GT40 Mk.II          | 195,065 km/h                 | 1245 kg         | 42,84        | 1.14000     | Rang 3                          |
| 8    | 30  | Joseph Siffert Colin Davis          | Porsche 906/6L Carrera 6 | 190,089 km/h                 | 712 kg          | 24,68        | 1.0900      | Rang 4                          |
| 9    | 31  | Hans Herrmann Herbert Linge         | Porsche 906/6L Carrera 6 | 189,515 km/h                 | 712 kg          | 25,55        | 1.04000     | Rang 5                          |
| 10   | 32  | Udo Schütz Peter de Klerk           | Porsche 906/6L Carrera 6 | 188,955 km/h                 | 712 kg          | 25,65        | 1.03000     | Rang 6                          |

### Klassensieger
| Klasse                      | Fahrer            | Fahrer            | Fahrzeug                 | Platzierung im Gesamtklassement |
| --------------------------- | ----------------- | ----------------- | ------------------------ | ------------------------------- |
| Index of Performance        | Joseph Siffert    | Colin Davis       | Porsche 906/6L Carrera 6 | Rang 4                          |
| Index of Thermal Efficiency | Jacques Cheinisse | Roger Delageneste | Alpine A210              | Rang 11                         |
| Prototyp Unlimitiert        | Bruce McLaren     | Chris Amon        | Ford GT40 MK II          | Gesamtsieg                      |
| Prototyp 1601–2000 cm³      | Joseph Siffert    | Colin Davis       | Porsche 906/6L Carrera 6 | Rang 4                          |
| Prototyp 1151–1300 cm³      | Henri Grandsire   | Leo Cella         | Alpine A210              | Rang 9                          |
| Sportwagen                  | Günter Klass      | Rolf Stommelen    | Porsche 906/6 Carrera 6  | Rang 7                          |
| GT-Wagen 3001–5000 cm³      | Piers Courage     | Roy Pike          | Ferrari 375 GTB/C        | Rang 8                          |
| GT-Wagen 1601–2000 cm³      | Jacques Dewez     | Jean Kerguen      | Porsche 911S             | Rang 14                         |

### Renndaten
- Gemeldet: 112
- Gestartet: 55
- Gewertet: 15
- Rennklassen: 8
- Zuschauer: 350.000
- Ehrenstarter des Rennens: Henry Ford II, Aufsichtsratsvorsitzender der Ford Motor Company
- Wetter am Rennwochenende: warm und trocken am Samstag, regnerisch am Sonntag
- Streckenlänge: 13,461 km
- Fahrzeit des Siegerteams: 24:00:00,000 Stunden
- Gesamtrunden des Siegerteams: 360
- Distanz des Siegerteams: 4843,090 km
- Siegerschnitt: 201,795 km/h
- Pole Position: Dan Gurney – Ford GT40 MK II (#3) – 3:30,600 = 230,103 km/h
- Schnellste Rennrunde: Dan Gurney – Ford GT40 MK II (#3) – 3:30,600 = 230,103 km/h
- Rennserie: 7. Lauf zur Sportwagen-Weltmeisterschaft 1966

## Rezeption
Der 2019 erschienene Motorsportfilm Le Mans 66 – Gegen jede Chance greift viele Details des Rennens auf, insbesondere den knappen Zieleinlauf.